# 989
Năm 989 là một năm trong lịch Julius.